# Quarterpast
Albums de MaYaN
Antagonise
(2014)
Quarterpast est le premier album du groupe de metal symphonique néerlandais MaYaN, sorti le 19 mai 2011 chez Nuclear Blast Records.

## Liste des morceaux
| No  | Titre                         | Durée |
| --- | ----------------------------- | ----- |
| 1.  | Symphony of Aggession         | 7:49  |
| 2.  | Mainstay of Society           | 5:25  |
| 3.  | Quarterpast                   | 1:35  |
| 4.  | Course of Life                | 6:10  |
| 5.  | The Savage Massacre           | 5:28  |
| 6.  | Essenza di Te                 | 2:06  |
| 7.  | Bite the Bullet               | 5:19  |
| 8.  | Drown the Demon               | 5:00  |
| 9.  | Celibate Aphrodite            | 7:20  |
| 10. | War on Terror                 | 4:25  |
| 11. | Tithe                         | 0:52  |
| 12. | Sinner's Last Retreat (bonus) | 7:39  |

## Personnel

### MaYaN
- Mark Jansen : chant guttural, screams
- Isaac Delahaye : guitare
- Frank Schiporst : guitare
- Jeroen Thessling : guitare basse
- Ariën van Weesenbeek : batterie
- Jack Driesser : claviers

### Invités
- Simone Simons : voix sur Symphony of Aggression, Mainstay of Society, Bite the Bullet, Drown the Demon, Sinner's Last Retreat
- Floor Jansen : voix sur Symphony of Aggression, Course of Life, Bite the Bullet, Drown the Demon, Sinner's Last Retreat
- Laura Macri : voix sur The Savage Massacre, Essenza di Te, Celibate Aphrodite